# Келлогг (город, Миннесота)
Келлогг (англ. Kellogg) — город в округе Уабаша, штат Миннесота, США. На площади 0,8 км² (0,8 км² — суша, водоёмов нет), согласно переписи 2008 года, проживают 439 человек. Плотность населения составляет 583 чел./км².
- Телефонный код города — 507
- Почтовый индекс — 55945
- FIPS-код города — 27-32642
- GNIS-идентификатор — 0646073[1]